# Blohm & Voss Bv P.209
De Bv P.209 was een project voor een jachtvliegtuig dat werd ontworpen door de Duitse vliegtuigbouwer Blohm und Voss.
Het was een ontwerp voor een staartloos jachtvliegtuig. Er werden twee ontwerpen voor dit ontwerp ontwikkeld.

## Uitvoeringen
De Bv P.209.01 was voorzien van vleugels die laag tegen de rompzijkant aangebracht die waren voorzien van een pijlstand van 35 graden. Aan de vleugeltippen waren kleine staartbomen aangebracht met hieraan extra vleugeltippen. Deze wezen onder een hoek naar beneden. De romp was kort uitgevoerd. De Heinkel He S 011-straalmotor was in de achterkant van de romp geplaatst. De luchtinlaat was in de rompneus geplaatst. De cockpit was in het voorste deel van de romp geplaatst en was voorzien van een grote druppelkap. Het neuswiel werd achterwaarts in de rompneus opgetrokken en het hoofdlandingsgestel zijwaarts in de vleugels.
- Spanwijdte: 10,65 m.
- Lengte: 7,30 m.
- Maximumsnelheid: 900 km/uur.

De Bv P.209.02 was voorzien van vleugels met een pijlstand voorwaarts en een kleine V-vorm naar boven. De vleugels waren hoog tegen de rompzijkant geplaatst.
De romp was kort uitgevoerd en de Heinkel He S 011-straalmotor was hierin aangebracht. De luchtinlaat bevond zich in de rompneus en de uitlaat in de rompachterkant onder de staartboom. Er was een standaardstaartsectie aangebracht. De hoogteroeren hadden een V-vorm naar beneden. De cockpit was in het voorste gedeelte van de romp geplaatst, voor de vleugels. Het neuswiel werd achterwaarts opgetrokken in de romponderkant. Het hoofdlandingsgestel werd voorwaarts in de romponderkant opgetrokken. Er waren drie 30mm-MK108-kanonnen aangebracht, twee in de rompzijkant en een in de rompneus.
- Spanwijdte: 8,10 m.
- Lengte: 8,78 m.
- Maximumsnelheid: 988 km/uur.